# Bahnstrecke Weimar–Gera
| Strecke bei Neulobeda, Blick auf die Saaletalbrücke |                                                          |                                         |                                         |
| Streckennummer (DB): | 6307                                                     |                                         |                                         |
| Kursbuchstrecke (DB): | 565                                                      |                                         |                                         |
| Kursbuchstrecke: | 163b (1934)                                              |                                         |                                         |
| Streckenlänge: | 67,968 km                                                |                                         |                                         |
| Spurweite: | 1435 mm (Normalspur)                                     |                                         |                                         |
| Streckenklasse: | D4                                                       |                                         |                                         |
| Streckengeschwindigkeit: | 160 km/h                                                 |                                         |                                         |
| Zweigleisigkeit: | Weimar–Papiermühle Hermsdorf-Klosterlausnitz–Üst Töppeln |                                         |                                         |
| |                                                          |                                         |                                         |
| \| \| \| von Bebra \| \| \| \| \| von Kranichfeld \| \| \| \| 0,000 \| Weimar \| Weimar \| \| \| \| nach Halle (Saale) Hbf \| \| \| \| \| Ilmviadukt \| \| \| \| 4,113 \| Oberweimar \| Oberweimar \| \| \| \| Brücke über die B 87 \| \| \| \| 7,598 \| Mellingen (Thür) \| Mellingen (Thür) \| \| \| 14,320 \| Großschwabhausen \| Großschwabhausen \| \| \| 18,100 \| Bk Schlettwein \| Bk Schlettwein \| \| \| 22,588 \| Jena West \| Jena West \| \| \| \| Saalbahn \| \| \| \| \| von Großheringen \| \| \| \| 27,498 \| Jena-Göschwitz früher Göschwitz (Saale) \| Jena-Göschwitz früher Göschwitz (Saale) \| \| \| \| nach Saalfeld \| \| \| \| \| Saalebrücke Jena-Lobeda (121 m) \| \| \| \| 30,960 \| Neue Schenke \| Neue Schenke \| \| \| 37,204 \| Stadtroda \| Stadtroda \| \| \| 42,917 \| Papiermühle (Kr Stadtroda) (Hp Üst) \| Papiermühle (Kr Stadtroda) (Hp Üst) \| \| \| \| Zeitzbach \| \| \| \| 48,356 \| Hermsdorf-Klosterlausnitz \| Hermsdorf-Klosterlausnitz \| \| \| 51,000 \| Bk Oberndorf \| Bk Oberndorf \| \| \| 55,640 \| Kraftsdorf \| Kraftsdorf \| \| \| 61,147 \| Töppeln \| Töppeln \| \| \| \| Erlbach \| \| \| \| 62,037 \| Töppeln Üst \| Töppeln Üst \| \| \| 64,300 \| Gera-Thieschitz \| Gera-Thieschitz \| \| \| \| Weiße Elster \| \| \| \| \| von Leipzig-Leutzsch \| \| \| \| 66,446 \| Gera-Tinz (Bft) \| Gera-Tinz (Bft) \| \| \| 68,383 \| Gera Hbf \| Gera Hbf \| \| \| \| nach Probstzella \| \| |                                                          |                                         |                                         |
| Strecke |                                                          | von Bebra                               | von Bebra                               |
| Abzweig geradeaus und von rechts |                                                          | von Kranichfeld                         | von Kranichfeld                         |
| Bahnhof | 0,000                                                    | Weimar                                  | Weimar                                  |
| Abzweig geradeaus und nach links |                                                          | nach Halle (Saale) Hbf                  | nach Halle (Saale) Hbf                  |
| Brücke über Wasserlauf |                                                          | Ilmviadukt                              | Ilmviadukt                              |
| Haltepunkt / Haltestelle | 4,113                                                    | Oberweimar                              | Oberweimar                              |
| Brücke |                                                          | Brücke über die B 87                    | Brücke über die B 87                    |
| Haltepunkt / Haltestelle | 7,598                                                    | Mellingen (Thür)                        | Mellingen (Thür)                        |
| Bahnhof | 14,320                                                   | Großschwabhausen                        | Großschwabhausen                        |
| ehemalige Blockstelle | 18,100                                                   | Bk Schlettwein                          | Bk Schlettwein                          |
| Bahnhof | 22,588                                                   | Jena West                               | Jena West                               |
| Kreuzung geradeaus oben |                                                          | Saalbahn                                | Saalbahn                                |
| Abzweig geradeaus und von rechts |                                                          | von Großheringen                        | von Großheringen                        |
| Bahnhof | 27,498                                                   | Jena-Göschwitz früher Göschwitz (Saale) | Jena-Göschwitz früher Göschwitz (Saale) |
| Abzweig geradeaus und nach rechts |                                                          | nach Saalfeld                           | nach Saalfeld                           |
| Brücke über Wasserlauf |                                                          | Saalebrücke Jena-Lobeda (121 m)         | Saalebrücke Jena-Lobeda (121 m)         |
| Haltepunkt / Haltestelle | 30,960                                                   | Neue Schenke                            | Neue Schenke                            |
| Haltepunkt / Haltestelle | 37,204                                                   | Stadtroda                               | Stadtroda                               |
| Haltepunkt / Haltestelle | 42,917                                                   | Papiermühle (Kr Stadtroda) (Hp Üst)     | Papiermühle (Kr Stadtroda) (Hp Üst)     |
| Brücke über Wasserlauf |                                                          | Zeitzbach                               | Zeitzbach                               |
| Bahnhof | 48,356                                                   | Hermsdorf-Klosterlausnitz               | Hermsdorf-Klosterlausnitz               |
| ehemalige Blockstelle | 51,000                                                   | Bk Oberndorf                            | Bk Oberndorf                            |
| Haltepunkt / Haltestelle | 55,640                                                   | Kraftsdorf                              | Kraftsdorf                              |
| Haltepunkt / Haltestelle | 61,147                                                   | Töppeln                                 | Töppeln                                 |
| Brücke über Wasserlauf |                                                          | Erlbach                                 | Erlbach                                 |
| Überleitstelle / Spurwechsel | 62,037                                                   | Töppeln Üst                             | Töppeln Üst                             |
| ehemaliger Haltepunkt / Haltestelle | 64,300                                                   | Gera-Thieschitz                         | Gera-Thieschitz                         |
| Brücke über Wasserlauf |                                                          | Weiße Elster                            | Weiße Elster                            |
| Abzweig geradeaus und von links |                                                          | von Leipzig-Leutzsch                    | von Leipzig-Leutzsch                    |
| Blockstelle | 66,446                                                   | Gera-Tinz (Bft)                         | Gera-Tinz (Bft)                         |
| Bahnhof | 68,383                                                   | Gera Hbf                                | Gera Hbf                                |
| Strecke |                                                          | nach Probstzella                        | nach Probstzella                        |

Die Bahnstrecke Weimar–Gera (auch Holzlandbahn) ist eine teilweise zweigleisige Hauptbahn in Thüringen, die ursprünglich durch die Weimar-Geraer Eisenbahn-Gesellschaft erbaut und betrieben wurde. Sie verläuft im östlichen Thüringen von Weimar über Jena, Stadtroda und Hermsdorf nach Gera. Die Strecke ist Teil der sogenannten Mitte-Deutschland-Verbindung vom Ruhrgebiet nach Westsachsen.

## Geschichte
Erste Überlegungen für eine Bahnverbindung zwischen Weimar und Gera gab es in den 1800er Jahren, damals noch als Teil einer Strecke von Leipzig nach Kassel. Ernsthafte Pläne wurden aber erst in den 1850er Jahren gefasst, als eine Anbindung an die Bahnstrecke Leipzig–Hof entstehen sollte. Insbesondere 1855 gründeten sich in zahlreichen Städten der Umgebung Eisenbahnkomitees, die sich für eine Streckenführung über ihre Stadt einsetzten. So gab es Vorschläge für eine Anbindung von Eisenberg, Pößneck und Gößnitz. Da die Thüringische Eisenbahn-Gesellschaft 1859 ihre Strecke Weißenfels–Zeitz–Gera eröffnete, wurden die zahlreichen Streckenprojekte vorerst nicht weiter verfolgt, da die Gegend nun bereits einen Eisenbahnanschluss besaß. Mitte der 1860er Jahre wurden die nächsten Vorhaben geplant, eine Verbindung nach Gößnitz war darin nicht mehr enthalten, diese Strecke wurde als nicht lukrativ genug verworfen. Abermals erhielt man keine Genehmigung, es wurde stattdessen die Verbindung Gera–Eichicht gebaut, die die stärker industrialisierte Region um Neustadt an der Orla erschloss. Eine Verbindung Weimar–Gera wurde aber nun nicht mehr konsequent abgelehnt. Die Vorarbeiten für die Strecke Weimar–Gera begannen 1870, zudem hatten sich die betroffenen Länder Reuß jüngerer Linie, Sachsen-Altenburg und Sachsen-Weimar-Eisenach mittlerweile auf die Finanzierung einigen können. Sachsen-Meiningen, das mit wenigen hundert Metern Streckenlänge auf ihrem Staatsgebiet ebenfalls am Bauprojekt teilnahm, wurde durch Sachsen-Weimar-Eisenach vertreten.

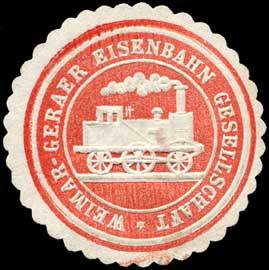
Siegelmarke der Weimar-Geraer Eisenbahn Gesellschaft

Baubeginn bei den Vorarbeiten war im Sommer 1872, die eigentlichen Bauarbeiten begannen aber erst 1873, da zahlreiche Details noch nicht genehmigt waren. Der Betrieb auf der Strecke wurde am 29. Juli 1876 aufgenommen.
Am 1. Oktober 1895 ging die Weimar-Geraer Eisenbahn-Gesellschaft in der Preußischen Staatsbahn auf.

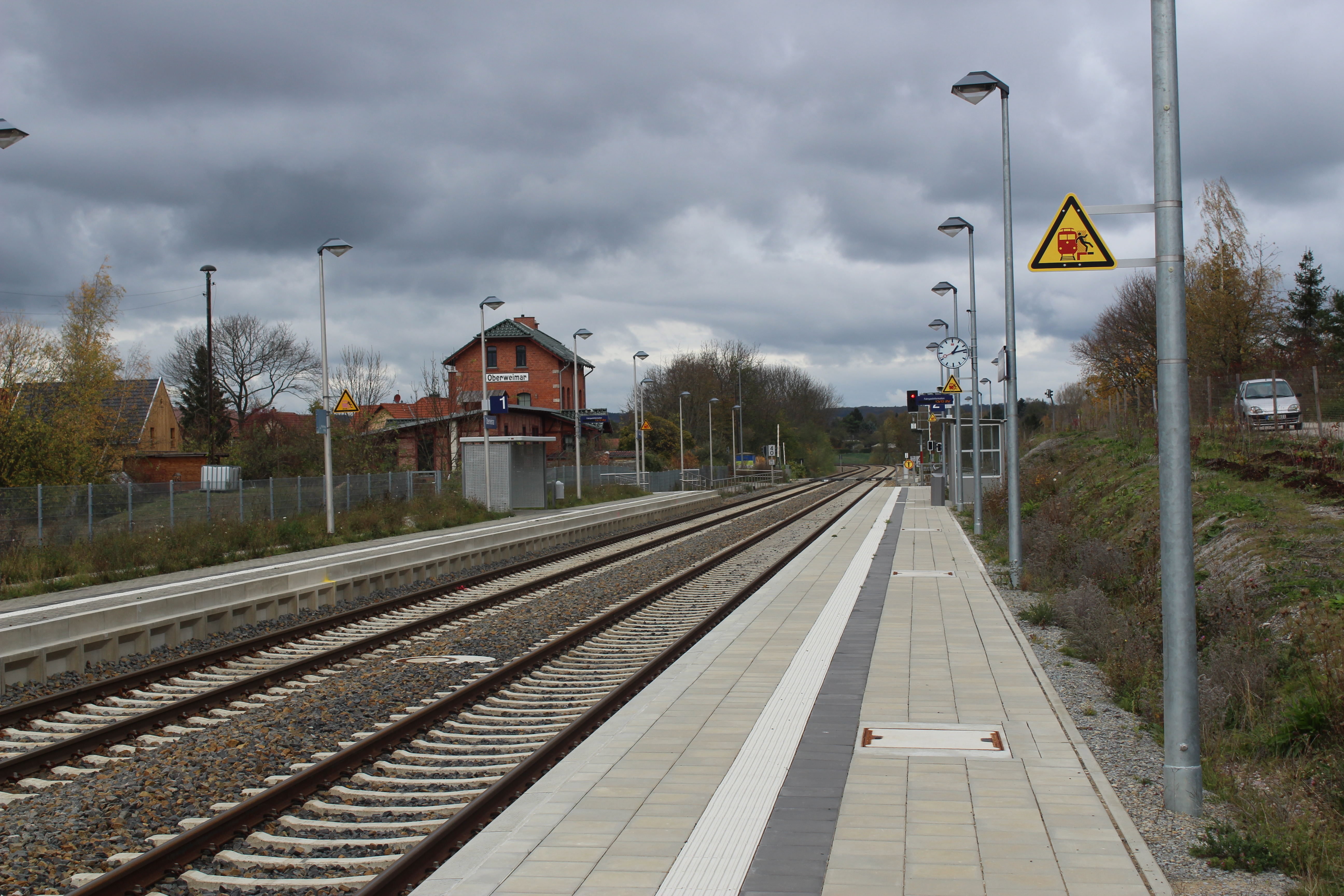
Haltepunkt mit Empfangsgebäude Oberweimar (2017)

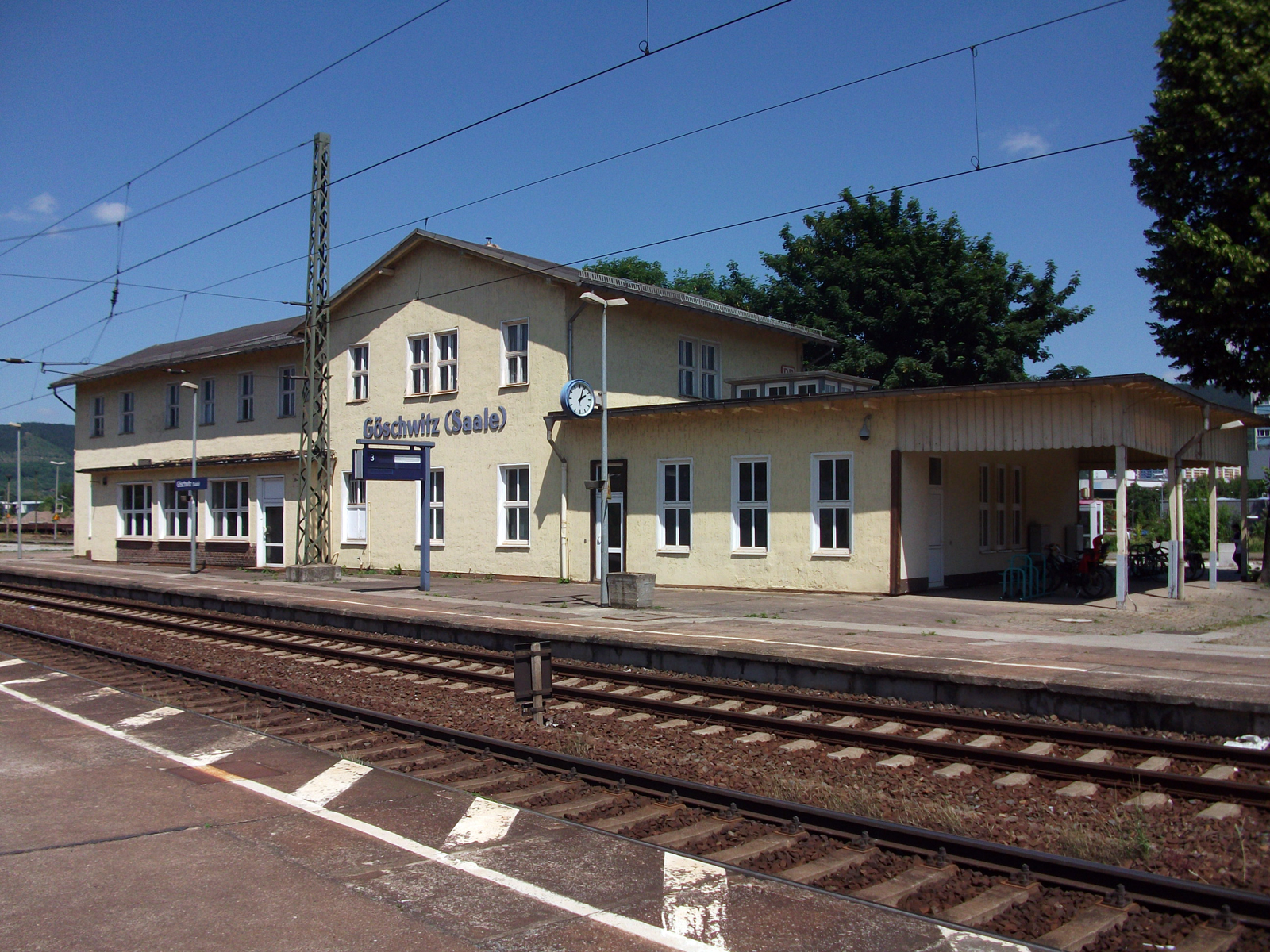
Empfangsgebäude des Bahnhofs Jena-Göschwitz (2010)

### Entwicklung der Zweigleisigkeit
Vor dem Zweiten Weltkrieg war die Strecke als wichtige Ost-West-Verbindung zweigleisig ausgebaut. Das zweite Gleis wurde im Zuge der Reparationen an die Sowjetunion demontiert und später streckenweise wieder aufgebaut. Bis zum Zeitpunkt der deutschen Wiedervereinigung wurden nur die Abschnitte Jena West–Neue Schenke, Stadtroda–Papiermühle und Kraftsdorf–Töppeln (zusammen rund 22 km der Strecke) wieder zweigleisig als Begegnungsabschnitte ausgebaut.
Mit dem in den 1990er Jahren aufkommenden Taktverkehr wurden auch mehr Begegnungsmöglichkeiten ohne zeitraubende Kreuzungshalte angestrebt. Ende der 1990er Jahre wurden daher die Abschnitte Großschwabhausen–Jena West und Hermsdorf-Klosterlausnitz–Kraftsdorf zweigleisig ausgebaut, in den Jahren 2015/16 folgten schließlich Weimar–Großschwabhausen und Neue Schenke–Stadtroda. Dadurch ist die Strecke nun durchgehend von Weimar bis Papiermühle auf rund 43 km zweigleisig befahrbar und zwischen Weimar und Jena wäre ein Taktverkehr alle 15 oder 20 Minuten problemlos möglich. Eingleisige Abschnitte befinden sich heute noch zwischen Papiermühle und Hermsdorf-Klosterlausnitz (ca. 6 km) sowie zwischen Töppeln und Gera (ca. 5 km).
Die Brücke über den Erlbach bei Töppeln wurde bei einem schweren Hochwasser am 10. August 1981 vollständig zerstört. Innerhalb von zehn Tagen wurde mit Hilfe der NVA eine eingleisige Behelfsbrücke errichtet, die bis Februar 1985 durch einen zweigleisigen Brücken-Neubau ersetzt wurde.

### Entwicklung der Geschwindigkeiten
Bei der Deutschen Reichsbahn wurde die Strecke mit maximal 100 km/h befahren, in vielen Abschnitten auch mit geringeren Geschwindigkeiten. In den 1990er Jahren erfolgte eine erste Herrichtung für Neigetechnikfahrzeuge, welche so abschnittweise 140–160 km/h erreichen konnten, die Geschwindigkeit für konventionelle Züge blieb aber bei maximal 100 km/h. Zum Fahrplanwechsel im Dezember 2016 wurden die zulässigen Geschwindigkeiten, sowohl konventionell als auch mit Neigetechnik, erhöht und somit die Fahrzeit um wenige Minuten weiter verkürzt.

### Weitere Ausbaumaßnahmen (bis 2016)
Der Haltepunkt Oberweimar erhielt einen zweiten Bahnsteig, die Bahnsteige in den Bahnhöfen Jena West und Jena-Göschwitz wurden erneuert und mittels Aufzügen barrierefrei zugänglich. Die Bauarbeiten begannen im Februar 2014, die Fertigstellung war in mehreren Abschnitten bis Dezember 2016 vorgesehen. Zudem wurden während der Sperrpause auch Brücken sowie die Signal- und Sicherungstechnik erneuert.

### Aktuelle Verkehrsbedeutung
Die Bahnstrecke hat erhebliche Bedeutung im Personenverkehr innerhalb der Thüringer Städtekette und bindet die Ostthüringer Oberzentren Gera und Jena sowie das Holzland an den Fernverkehrsknoten Erfurt an. Die Bedeutung ist an einem entsprechend dichten Zugangebot und im Abschnitt Weimar bis Jena auch abseits der Verkehrsspitzen zum Teil gut gefüllten Zügen erkennbar. Die fehlende Elektrifizierung sorgt dafür, dass nur mit Dieseltriebwagen gefahren werden kann. An den Intercity-Zügen setzt DB Fernverkehr Diesellokomotiven der Baureihe 245 mit Apmmz-, Bpmmz- und Bvmmsz-Wagen ein. Während DB Regio für die Strecke Dieseltriebwagen der Baureihe 612 einsetzt, nutzt die Erfurter Bahn Regio-Shuttles.
Güterverkehr findet heute kaum noch statt.

### Ausblick (bis 2030)

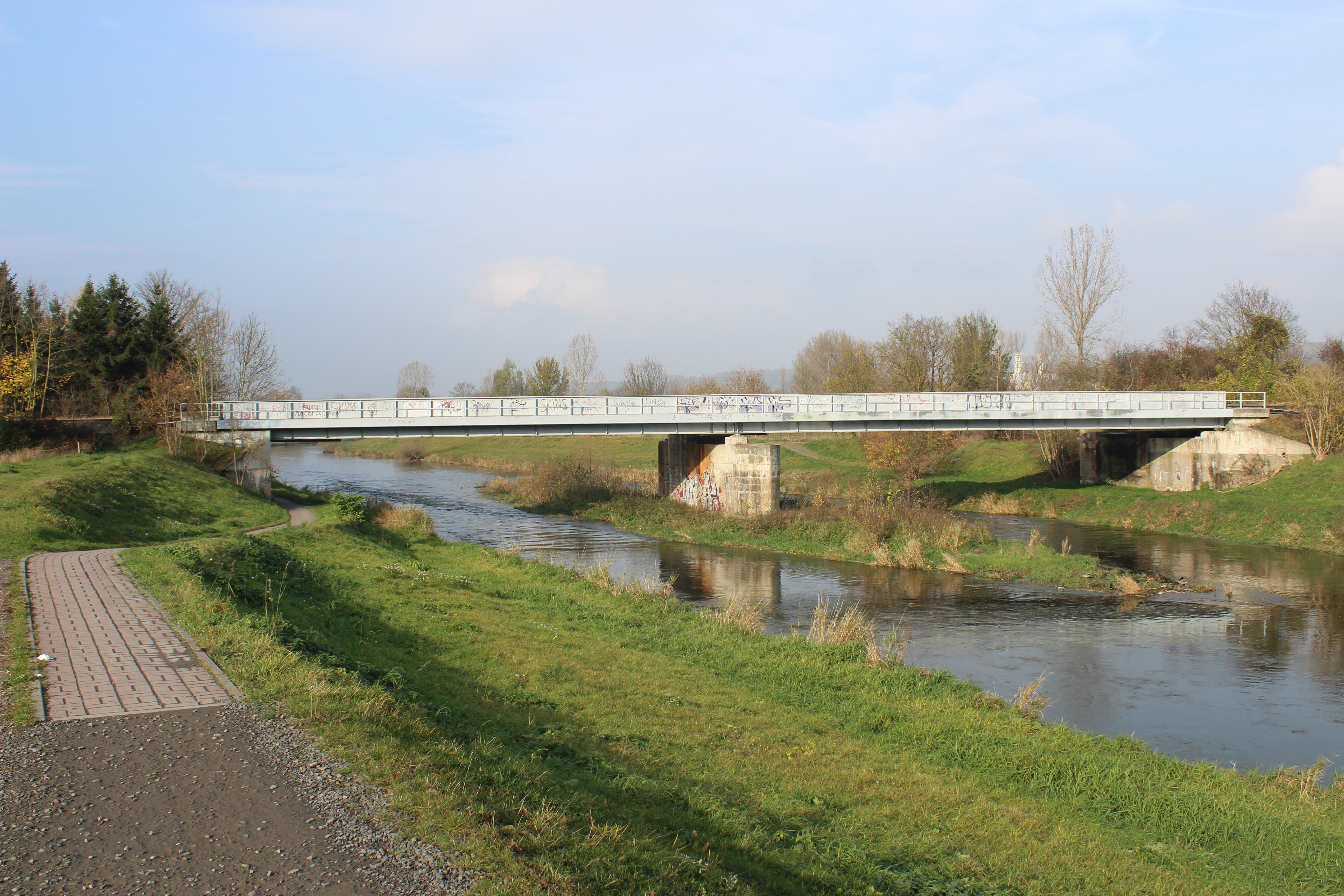
Bahnbrücke über die Weiße Elster in Gera (2017)

Von der Thüringer Landesregierung und den anliegenden Städten wird die Elektrifizierung der Bahnstrecke angestrebt. Zum Bundesverkehrswegeplan 2030 (BVWP 2030) hat das Land den zweigleisigen Ausbau sowie die Elektrifizierung der Gesamtstrecke von Weimar bis Gera angemeldet. Das Projekt ist ein Teilprojekt von der Elektrifizierung von Weimar über Gera nach Gößnitz. In den BVWP 2030 wurde das Ausbauprojekt zunächst nur als „potentieller Bedarf“ aufgenommen. Später stieg das Projekt in den „vordringlichen Bedarf“ auf, ein zweigleisiger Ausbau ist dabei jedoch nicht mehr vorgesehen. Im Februar 2022 wurde nach Abschluss der Vorplanung bekanntgegeben, dass die Elektrifizierung auch nach einer Neubewertung des Kosten-Nutzen-Verhältnisses wirtschaftlich ist. Das Planfeststellungsverfahren für den ersten Teilabschnitt wurde im August 2023 beim Eisenbahnbundesamt (EBA) eingereicht. Die restlichen sieben Teilabschnitte und die Bahnstromleitung sollen sukzessive bis zum zweiten Quartal 2024 eingereicht werden. Der Baubeginn soll voraussichtlich 2027 und die Fertigstellung 2030 sein.

## Verlauf

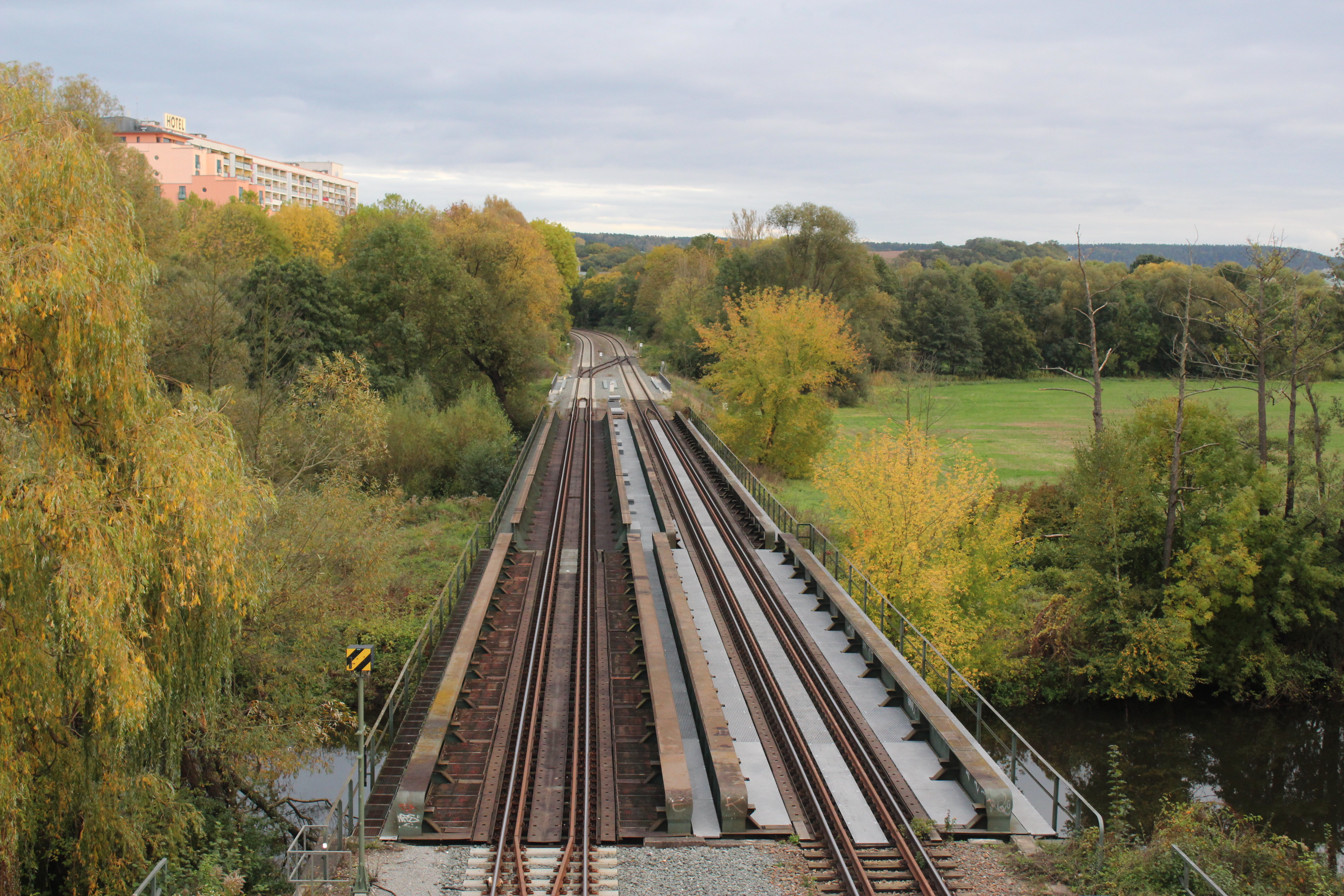
Strecke beim Bahnhof Göschwitz (2017)

Die Bahnstrecke beginnt am Bahnhof Weimar im Norden der Stadt, den sie nach Osten unter der Jenaer Straße verlässt. Über eine niveaufreie Ausfädelung zweigt sie nach Süden von der Bahnstrecke Halle–Bebra ab und führt in einem Bogen nach Südosten, wobei sie das Tal der Ilm zunächst mit dem großen Ilmviadukt überquert und anschließend am Osthang des Ilmtals nach Mellingen führt. Anschließend führt sie durch den Lehnstedter Grund nach Großschwabhausen, wo die Strecke mit etwa 325 Metern ihren Scheitelpunkt auf der Ilm-Saale-Platte erreicht. Von Großschwabhausen führt sie durch den Schwabhäuser Grund und das Jenaer Mühltal hinab nach Jena, wo sie am Westhang des Saaletals am Zentrum vorbei zum Bahnhof Jena West führt. Südlich überquert sie die Saalbahn, auf die sie im Bahnhof Jena-Göschwitz, allerdings in einem separaten Bahnhofsteil, trifft.
Hinter Göschwitz überquert die Bahnstrecke die Saale und führt durch das Tal der Roda nach Stadtroda und anschließend durch den Zeitzgrund nach Hermsdorf im Holzland. Zwischen Stadtroda und Hermsdorf liegt der Bedarfshalt Papiermühle (Kr. Stadtroda).  Bei diesem können allerdings nur die Züge der Regionalbahn (RB) halten. Östlich von Hermsdorf verläuft die Strecke im Tal des Erlbachs über Kraftsdorf und Töppeln bis nach Gera, wo sie am ehemaligen preußischen Bahnhof, dem heutigen Hauptbahnhof Gera, endet.

## Verkehrsangebot
| Linie   | Verlauf | Takt | Betreiber      |
| ------- | --- | --- | -------------- |
| IC 50   | (Köln –) Düsseldorf – Düsseldorf Flughafen – Duisburg – Essen – Bochum – Dortmund – Hamm – Paderborn – Kassel-Wilhelmshöhe – Eisenach – Gotha – Erfurt – Weimar – Jena – Gera | drei Zugpaare | DB Fernverkehr |
| RE 1    | Göttingen – Leinefelde – Gotha – Erfurt – Weimar – Jena – Gera – Gößnitz – Glauchau                                                                                           | Zweistundentakt im Wechsel mit RE 3                                                                                      | DB Regio       |
| RE 3    | Erfurt – Weimar – Jena – Gera – Altenburg/Greiz | Zweistundentakt im Wechsel mit RE1 im Berufsverkehr zusätzliche Züge Erfurt – Weimar – Jena-Göschwitz                    | DB Regio       |
| RB 21   | Erfurt – Weimar – Jena – Göschwitz – Gera – (Gera-Zwötzen) | Zweistundentakt zwischen Erfurt und Gera Mo–Fr Stundentakt zwischen Weimar und Jena-Göschwitz, im Berufsverkehr bis Gera | Erfurter Bahn  |
| Quelle: | | |                |

Die Intercity-Züge ersetzen zwischen Erfurt und Gera den RE 3 und sind daher mit allen im VMT gültigen Fahrscheinen und im Rahmen der Freifahrt nutzbar.

### Umsteigebeziehungen

#### Anbindung an den Fernverkehr
- In Jena-Göschwitz besteht Anschluss an den zweistündlichen IC zwischen Nürnberg und Leipzig, sowie an die einmal täglichen IC-Zugpaare nach Wien und Rostock
- Zusätzlich hält in Jena-Göschwitz einmal täglich ein ICE nach Hamburg-Altona/Ostseebad Binz

#### Anbindung an den Nahverkehr anderer Strecken
- In Weimar besteht der Übergang zu den RE-Zügen Erfurt–Halle, den RB-Zügen nach Eisenach und nach Leipzig sowie nach Bad Berka und Kranichfeld.
- Am Bahnhof Jena-Göschwitz hält im Zweistundentakt der RE Leipzig–Saalfeld sowie im Stundentakt die RB-Linie Halle–Jena–Saalfeld und zweistündlich die RB Linie Jena–Pößneck.
- Am Geraer Hauptbahnhof kann stündlich zwischen verschiedenen RB- und RE-Zügen in Richtung Leipzig, Plauen (manche Züge fahren weiter nach Weischlitz oder Adorf), Hof sowie Saalfeld (Saale) (manche Züge fahren weiter nach Zeulenroda oder Blankenstein) umgestiegen werden.